# Конституция Италии
Конституция Итальянской Республики — основной закон Италии, принята в 1947 году Конституционной ассамблеей, вступила в силу 1 января 1948 года.
Состоит из основных принципов (статьи 1—12) и двух частей. В целом насчитывает 139 статей и 18 заключительных и переходных положений. За период с 1947 года изменялась 22 раза. Устанавливает парламентскую республику, признаёт Латеранские соглашения как основу особых отношений с римско-католической церковью.

## Структура конституции
ЧАСТЬ I. ПРАВА И ОБЯЗАННОСТИ ГРАЖДАН
Глава I. Гражданские отношения
Глава II. Этико-социальные отношения
Глава III. Экономические отношения
Глава IV. Политические отношения
ЧАСТЬ II. УСТРОЙСТВО РЕСПУБЛИКИ
Глава I. Парламент
Раздел II. Составление законов
Глава II. Президент Республики
Глава III. Правительство
Раздел I. Совет министров
Раздел II. Государственная администрация
Раздел III. Вспомогательные органы
Глава IV. Магистратура
Раздел I. Судоустройство
Раздел II. Положения о судопроизводстве
Глава V. Области, провинции и коммуны
Глава VI. Конституционные гарантии
Раздел I. Конституционный суд
Раздел II. Пересмотр Конституции. Конституционные законы.
Переходные и заключительные постановления.

## Содержание и значение
Конституция Италии закрепляет демократическую парламентскую республику, провозглашала законодательным органом Парламент, состоявший из Сената и Палаты депутатов, обе избираемые народом, главой государства — Президента, избираемого Парламентом, исполнительным органом — Совет министров, состоящий из Председателя Совета министров и министров, назначаемый Президентом и несущий ответственность перед Парламентом. Конституция провозглашает автономию областей включая право выборных областных советов принимать областные законы. Конституция учредила Конституционный суд и Высший совет магистратуры.

## Порядок изменения конституции
Поправки могут быть приняты при голосовании обеих палат парламента. Если поправки хотя бы в одной палате принимаются большинством менее двух третей, поправки могут быть вынесены для утверждения на референдум. Не подлежит изменению республиканское устройство государства.